# たかしお (潜水艦・2代)
たかしお（ローマ字：JS Takashio, SS-597）は、海上自衛隊の潜水艦。おやしお型潜水艦の8番艦。艦名は高潮から由来し、この名を受け継いだ日本の艦艇としては、うずしお型潜水艦「たかしお」（SS-571）に続き2代目にあたる。（ただし、建造はされなかった改⑤計画における改夕雲型駆逐艦の計画艦の予定艦名に高潮（たかしお）がある。）

## 艦歴
「たかしお」は、中期防衛力整備計画に基づく平成12年度計画2700トン型潜水艦8112号艦として、三菱重工業神戸造船所で2001年1月30日に起工され、2003年10月1日に同造船所で挙行された命名・進水式において、防衛庁長官石破茂により「たかしお」と命名され（代読は呉地方総監小串茂海将）進水、2005年3月9日に就役し、第2潜水隊群第4潜水隊に編入され横須賀に配備された。
2012年10月10日、米国派遣訓練のためグアム経由でハワイ方面へ向かい、翌2013年1月23日まで派遣された。
2016年7月22日から10月21日までの間、 米国派遣訓練に参加し、ハワイ諸島方面において洋上訓練及び施設利用訓練を実施した。
2022年8月4日から9月11日までの間、 令和4年度第1回米国派遣訓練（潜水艦）に参加し、グアム島に至る海域において対潜戦等を実施する。
現在は第2潜水隊群第2潜水隊に所属し、定係港は横須賀である。

### 歴代艦長

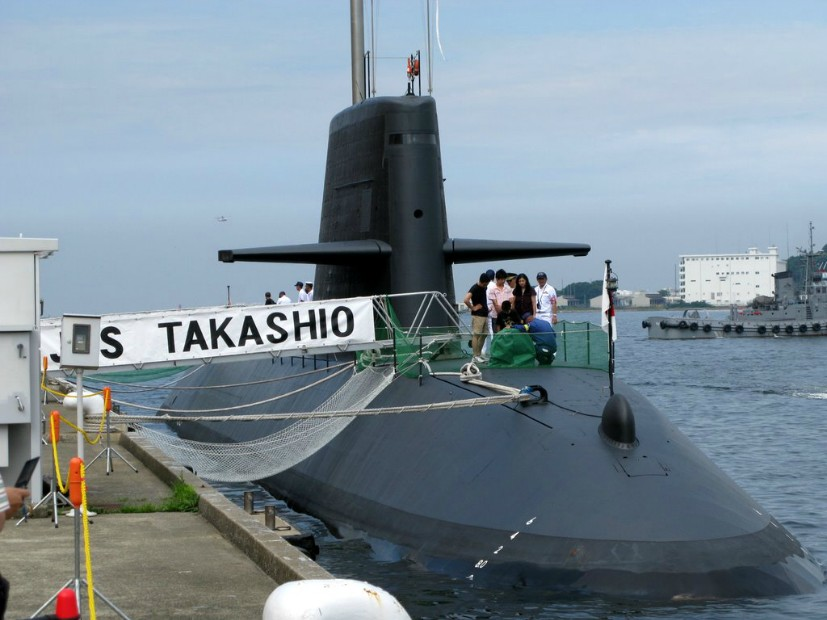
艦首から後方を見る
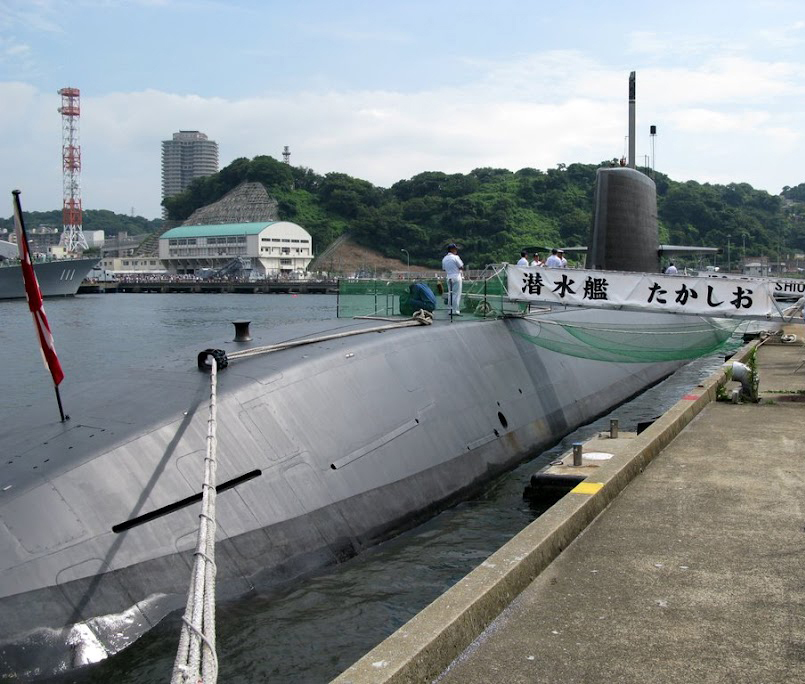
艦尾から

| 代 | 氏名     | 在任期間               | 出身校・期      | 前職                             | 後職                                               | 備考                 |
| -- | -------- | ---------------------- | --------------- | -------------------------------- | -------------------------------------------------- | -------------------- |
| 01 | 岩村浩昭 | 2005.3.9 - 2006.3.23   |                 | たかしお艤装員長                 | 潜水艦隊司令部幕僚                                 |                      |
| 02 | 俵千城   | 2006.3.24 - 2007.3.25  | 防大33期        | 潜水艦隊司令部                   | 統合幕僚監部防衛計画部計画課                       |                      |
| 03 | 水上直樹 | 2007.3.26 - 2008.3.25  |                 | 潜水艦教育訓練隊                 | はやしお艦長                                       |                      |
| 04 | 江上昌利 | 2008.3.26 - 2009.10.15 | 防大35期        | 海上幕僚監部防衛部防衛課         | 潜水艦隊司令部幕僚                                 |                      |
| 05 | 羽渕博行 | 2009.10.16 - 2011.3.24 | 慶大・ 45期幹候 | 海上幕僚監部防衛部防衛課         | 海上幕僚監部防衛部防衛課 兼 運用支援課             |                      |
| 06 | 岡本貴行 | 2011.3.25 - 2012.3.22  |                 | 潜水艦教育訓練隊                 | ちはや副長 兼 航海長                               |                      |
| 07 | 渡邉正裕 | 2012.3.23 - 2015.10.12 |                 | 潜水艦教育訓練隊                 | 呉基地業務隊補充部付 →2015.11.2 せきりゅう艤装員長 |                      |
| 08 | 瀬戸和美 | 2015.10.13 - 2017.7.4  |                 | 潜水艦教育訓練隊                 |                                                    |                      |
| 09 | 村越勝人 | 2017.7.5 - 2018.7.1    |                 | 潜水艦教育訓練隊                 | 潜水艦教育訓練隊学生隊長                           |                      |
| 10 | 恒次啓介 | 2018.7.2 - 2019.10.14  |                 | 潜水艦教育訓練隊                 | そうりゅう艦長                                     |                      |
| 11 | 山本裕充 | 2019.10.15 - 2020.5.29 | 防大44期        | 海上幕僚監部人事教育部人事計画課 | 第2潜水隊群司令部                                  |                      |
| 12 | 長西圭輔 | 2020.5.30 - 2021.8.16  |                 | 潜水艦教育訓練隊                 | 海上自衛隊幹部学校付                               | 2021.7.1 1等海佐昇任 |
| 13 | 邑山雅人 | 2021.8.17 -            |                 | 第1潜水隊群司令部                | 潜水艦隊司令部                                     |                      |
| 14 | 柿本文雄 |                        |                 |                                  |                                                    |                      |
| 15 | 築田祐樹 | 2024.12.2 -            | 防大50期        | 潜水艦隊司令部                   |                                                    |                      |

- 艦首から後方を見る
- 艦尾から